# Kevin Pedraza
Kevin Pedraza Gonzales (Jaén, 18 de diciembre de 2003-Chiclayo, 15 de agosto de 2023) fue un cantante peruano de cumbia, que obtuvo reconocimiento por haber sido el vocalista principal de su propia orquesta: La Auténtica Pasión.

## Biografía

### Primeros años
Nació el 18 de diciembre de 2003 en la provincia Jaén, departamento Cajamarca, proveniente de una familia ligada a la música y como el menor de 5 hijos. En sus primeros años, se muda junto a sus padres y hermanos a Chiclayo, donde realizó sus estudios primarios en el Colegio Inmaculada Concepción de Chiclayo y secundarios en el Colegio Pedro Abel Labarthe Durand.[cita requerida]

### Trayectoria
Desde temprana edad mostró su interés por el canto y comenzó a trabajar con su padre, el músico peruano Castinaldo Pedraza, en las calles de Cajamarca, Piura y La Libertad, donde destacó por su talento, mientras que su madre era una vendedora de CD que repartía discos en formato MP3 de las versiones musicales que interpretaba Kevin. Años más tarde, emprendería una carrera musical a la edad de siete años cuando forma el conjunto La Auténtica Pasión. En sus inicios, interpretó algunos covers, convirtiéndose así en el miembro soporte de la orquesta. Debutó en la música con el tema «Tu amor no vale nada».
En 2016, concursó en el Festival Regional de Canto de Lambayeque, ocupando el primer lugar en la categoría canto, obteniendo el premio de La Rosa de Oro.
Pero fue en 2018, cuando Pedraza alcanzaría al estrellato bajo el apelativo de «La Voz de Oro», gracias al haber interpretado el pasillo «Corona de lágrimas», obteniendo una gran aceptación por su desempeño musical.[cita requerida] Gracias a su popularidad, lanzó sus éxitos como «La pena de mi viejo», «Corazón entristecido», «Mix Chamizas», «Mix Carpuela» y «Mix Ñapanguita de mis amores». Al poco tiempo después, se presentaba en diferentes conciertos en el norte del Perú con lo mejor de su repertorio musical. En abril de 2020, estrenó sus siguientes sencillos «Volver a vivir», «Para tu corazón», «Miradas de amor» y «Canto a mi padre», siendo esta última como homenaje, logrando su consolidación en la cumbia peruana y a finales de año, lanza el siguiente sencillo «Tu amor compraré».[cita requerida] Seguidamente, realizó conciertos virtuales durante el estado de emergencia por la pandemia de COVID-19. En agosto de 2021, fue parte de la elaboración del tema «Lejos de mi hogar», siendo Pedraza el intérprete.[cita requerida]
Lanza su otro sencillo, «La tóxica», de la mano de la productora Motion Studios, el año 2022. Este proyecto fue compuesto por su padre, Castinaldo Pedraza.[cita requerida] Tras el éxito de su carrera musical, fue invitado a diferentes espacios de radio y televisión nacional como Al sexto día[cita requerida] y Qumbias y risas, del comediante Edwin Sierra.
En 2023, Pedraza lanza el sencillo «La otra», de la mano de la productora local Kataleya Studios.[cita requerida]  En julio de ese año, fue intérprete de su tema «Culpable es mi destino» y al mes siguiente su última canción, «Mix El que nunca te olvida», incluyendo el videoclip oficial.
Su último concierto fue realizado en Trujillo por celebraciones de fiestas patrias de su país.

### Accidente de tránsito y fallecimiento
La tarde del 15 de agosto de 2023, tras salir de la universidad donde estudiaba, Pedraza sufrió un accidente de tránsito mientras estaba manejando su motocicleta que impactó contra un camión en la carretera Panamericana Norte y la avenida Venezuela, en la ciudad de Chiclayo. Según las declaraciones de uno de los familiares, Pedraza salió de su centro educativo para recoger a su madre, María Victoria Gonzales, quien estaba realizando trámites en el Hospital Belén. Fue llevado al Hospital Regional de Lambayeque, siendo internado en unidad de cuidados intensivos. Los médicos lo diagnosticaron con traumatismo encéfalo craneano severo, neumonía aspirativa y fractura en la muñeca y tibia, causándole la muerte. Pedraza se encontraba estudiando la carrera de Contabilidad en la Universidad Tecnológica del Perú. Falleció tras cinco horas de ser internado la noche del mismo día a la edad de diecinueve años. La noticia de su deceso fue dado también en el portal Tiempo de México.
El chofer Nigler Lizama Barrios fue detenido por la Policía, siendo agredido por los familiares de Pedraza asegurando como el culpable de su muerte. Lizama pasó a un examen etílico, resultando finalmente positivo con el porcentaje de 0.62, confirmando su estado de ebriedad. Sus restos fueron trasladados a la Morgue Central de Chiclayo, para luego ser velados en su casa en el distrito de La Victoria. El padre del fallecido cantante, Castinaldo Pedraza, pidió justicia por la muerte de su hijo.
Algunos artistas locales como Azucena Calvay mostraron sus condolencias a la familia Pedraza. Por otro lado, el Ministerio de Cultura del Perú le otorgó un reconocimiento póstumo, tras rendirle homenaje a su trayectoria artística.
Tres días después del accidente, el 18 de agosto de 2023, los restos de Pedraza fueron enterrados ante la multitud en el Cementerio El Ángel de Chiclayo. Nigler Lizama fue condenado a cinco meses de prisión preventiva por la muerte de Pedraza, siendo trasladado al Penal de Chiclayo. La Fiscalía le pidió nueve meses para dar las investigaciones.

## Legado
Tras su muerte, su tema musical «Mix El que nunca te olvida» tuvo un rotundo éxito en la plataforma YouTube como tendencia. Por otro lado, Magaly Pedraza, hermana del cantante, asume el liderazgo de la orquesta La Auténtica Pasión, quien hizo su debut de manera oficial en el concierto homenaje del fallecido Kevin.

## Discografía

### Álbumes
- 2020: Mi canto es para ti
- 2020: Collar de lágrimas

#### Canciones
- «Collar de lágrimas»
- «Mi canto es para ti»
- «Profesorita»
- «Mix Carpuela»
- «Por un caminito»
- «Mix Charmizas»
- «Corazón entristecido»
- «La pena de mi viejo»
- «Mix Ñapanguita de mis amores»
- «Canto a mi padre»
- «Culpable es mi destino»
- «Mix Mil amores»
- «Lejos de mi hogar»
- «Mix El que nunca te olvida»
- «Mix Bombas»
- «Gregorio»